# Tshepo Mhozya
Tshepo Mhozya (sinh ngày 29 tháng 11 năm 1985 tại Botswana) hiện là đội trưởng của đội tuyển quốc gia Botswana.  Anh cùng đội tuyển mình thi đấu vòng loại giải World Cup Cricket 2011.
Anh là đội trưởng thành công nhất của Botswana khi dẫn đầu đội tuyển thi đấu giải world cricket league division five.

## Liên kết khác
1. ↑  Luke, Will. "The road to the 2011 World Cup". Cricinfo. Truy cập ngày 16 tháng 4 năm 2009.
2. ↑  "Cricket team in Tanzania". Botswana Press Agency (BOPA). Bản gốc lưu trữ ngày 12 tháng 6 năm 2007. Truy cập ngày 16 tháng 4 năm 2009.